# Morti nel 1984/Febbraio
| Questa pagina contiene informazioni ricavate automaticamente dalle voci biografiche con l'ausilio del template Bio e di un bot. L'aggiornamento è periodico e automatico e ricostruisce completamente la pagina. Se manca una persona in questa lista, sei pregato di non aggiungerla, ma accertati piuttosto che la sua voce biografica contenga il template Bio e che i dati anagrafici siano correttamente compilati. Se il template Bio manca, inseriscilo tu stesso o, in alternativa, metti l'avviso {{tmp\|Bio}} che ne segnala la mancanza. Se i dati riportati sono sbagliati, correggi direttamente la voce biografica; le modifiche saranno visibili in questa lista entro pochi giorni. Per chiarimenti vedi il progetto biografie. La lista contiene solo le 91 persone che sono citate nell'enciclopedia e per le quali è stato implementato correttamente il template Bio. Pagina aggiornata al 3 mar 2024. |

- 1º febbraio - Josef Kürzinger, presbitero tedesco (n. 1898)
- 1º febbraio - Hans Vinjarengen, sciatore nordico norvegese (n. 1905)
- 3 febbraio - Antonio Montes, ciclista su strada spagnolo (n. 1911)
- 4 febbraio - Patrick Nagel, artista e illustratore statunitense (n. 1945)
- 4 febbraio - Albert Pinkus, scacchista e esploratore statunitense (n. 1903)
- 5 febbraio - Chuck Cooper, cestista statunitense (n. 1926)
- 5 febbraio - Pietro Lombardi, architetto e scultore italiano (n. 1894)
- 5 febbraio - El Santo, wrestler e attore cinematografico messicano (n. 1917)
- 5 febbraio - Henry FitzRoy Somerset, X duca di Beaufort, nobile inglese (n. 1900)
- 5 febbraio - Manès Sperber, scrittore, saggista e psicologo austriaco (n. 1905)
- 5 febbraio - Su Yu, generale cinese (n. 1907)
- 6 febbraio - Jorge Guillén, poeta e scrittore spagnolo (n. 1893)
- 6 febbraio - Vittoria Quarenghi, politica italiana (n. 1934)
- 6 febbraio - Giuseppe Santovito, generale italiano (n. 1918)
- 6 febbraio - Solomon Schonfeld, rabbino britannico (n. 1912)
- 7 febbraio - Janaki Ammal, botanica e genetista indiana (n. 1897)
- 7 febbraio - Claire Bauroff, ballerina tedesca (n. 1895)
- 7 febbraio - Gustav Harteneck, generale tedesco (n. 1892)
- 7 febbraio - Gholam Ali Oveissi, generale iraniano (n. 1918)
- 8 febbraio - Philippe Ariès, medievista francese (n. 1914)
- 8 febbraio - Piet de Boer, calciatore olandese (n. 1919)
- 8 febbraio - Pietro Castiglia, avvocato e politico italiano (n. 1902)
- 8 febbraio - Carlo Enrico De Simone, architetto italiano (n. 1930)
- 8 febbraio - Dante Di Benedetti, calciatore italiano (n. 1916)
- 8 febbraio - Karel Miljon, pugile olandese (n. 1903)
- 9 febbraio - Jurij Vladimirovič Andropov, politico e militare sovietico (n. 1914)
- 9 febbraio - Adriana Fabbri Seroni, giornalista italiana (n. 1922)
- 9 febbraio - Felicita Ferrero, giornalista e antifascista italiana (n. 1899)
- 9 febbraio - Mary Skeaping, direttrice artistica, coreografa e ballerina britannica (n. 1902)
- 10 febbraio - Carlo Degara, calciatore italiano (n. 1896)
- 10 febbraio - David Von Erich, wrestler statunitense (n. 1958)
- 11 febbraio - Arlette Marchal, attrice francese (n. 1902)
- 11 febbraio - Aldo Mazzini Sandulli, giurista e politico italiano (n. 1915)
- 12 febbraio - Anna Anderson,  polacca (n. 1896)
- 12 febbraio - Julio Cortázar, scrittore, poeta e critico letterario argentino (n. 1914)
- 12 febbraio - Muzi Epifani, giornalista, poetessa e scrittrice italiana (n. 1935)
- 12 febbraio - Elmer Keith, inventore e scrittore statunitense (n. 1899)
- 12 febbraio - Lyman Young, fumettista statunitense (n. 1893)
- 13 febbraio - Roland Bainton, teologo inglese (n. 1894)
- 13 febbraio - Pierre Brambilla, ciclista su strada e dirigente sportivo italiano (n. 1919)
- 13 febbraio - Andrea Marabini, politico italiano (n. 1892)
- 13 febbraio - Jean Nicolas, presbitero e missionario francese (n. 1901)
- 13 febbraio - Helmut Schneider, calciatore tedesco (n. 1913)
- 13 febbraio - Naomi Uemura, alpinista, esploratore e avventuriero giapponese (n. 1941)
- 14 febbraio - Eleonora Francini, botanica italiana (n. 1904)
- 14 febbraio - Gjon Mili, fotografo albanese (n. 1904)
- 15 febbraio - Leamon Ray Hunt, ufficiale e diplomatico statunitense (n. 1927)
- 15 febbraio - Mario Medici, docente e storico svizzero (n. 1908)
- 15 febbraio - Ernesto Zambianchi, allenatore di calcio e calciatore italiano (n. 1909)
- 15 febbraio - Ethel Merman, cantante e attrice statunitense (n. 1908)
- 17 febbraio - Pavel Fëdorovič Batickij, generale sovietico (n. 1910)
- 17 febbraio - Karel Kolský, allenatore di calcio e calciatore cecoslovacco (n. 1914)
- 18 febbraio - Alessandro Bonsanti, scrittore e politico italiano (n. 1904)
- 18 febbraio - Louis Darques, calciatore francese (n. 1896)
- 18 febbraio - Labib Habachi, egittologo e archeologo egiziano (n. 1906)
- 18 febbraio - Giovanni Manurita, tenore e attore italiano (n. 1895)
- 18 febbraio - Jakob Miltz, calciatore tedesco (n. 1928)
- 18 febbraio - Alejo Santos, generale e politico filippino (n. 1911)
- 19 febbraio - Ina Ray Hutton, cantante statunitense (n. 1916)
- 19 febbraio - Jesse Pye, calciatore inglese (n. 1919)
- 19 febbraio - Lewis J. Rachmil, scenografo e produttore cinematografico statunitense (n. 1908)
- 19 febbraio - François Rudler, cestista francese (n. 1910)
- 19 febbraio - Duilio Susmel, giornalista italiano (n. 1919)
- 20 febbraio - Fikret Amirov, compositore azero (n. 1922)
- 20 febbraio - Giuseppe Colombo, matematico, fisico e ingegnere italiano (n. 1920)
- 20 febbraio - Antonio Zieger, letterato e storico italiano (n. 1892)
- 21 febbraio - Foiso Fois, pittore, critico d'arte e saggista italiano (n. 1916)
- 21 febbraio - Emilio Rodríguez, ciclista su strada spagnolo (n. 1923)
- 21 febbraio - Michail Aleksandrovič Šolochov, scrittore e politico sovietico (n. 1905)
- 22 febbraio - Imre Hermann, psicoanalista ungherese (n. 1899)
- 22 febbraio - Max Newman, matematico britannico (n. 1897)
- 22 febbraio - Peter Short, calciatore e allenatore di calcio inglese (n. 1944)
- 23 febbraio - Ernesto Ghisi, calciatore italiano (n. 1904)
- 23 febbraio - Paul-Léon Seitz, vescovo cattolico e missionario francese (n. 1906)
- 23 febbraio - Jessamyn West, scrittrice statunitense (n. 1902)
- 24 febbraio - Ernst Hofbauer, regista cinematografico e sceneggiatore austriaco (n. 1925)
- 24 febbraio - Uwe Johnson, scrittore tedesco (n. 1934)
- 24 febbraio - Luigi Poet, calciatore e politico italiano (n. 1915)
- 24 febbraio - Helmut Schelsky, sociologo tedesco (n. 1912)
- 25 febbraio - Bahram Afzali, militare iraniano (n. 1937)
- 25 febbraio - Roger Couderc, giornalista francese (n. 1918)
- 25 febbraio - Luka Kaliterna, allenatore di calcio e calciatore croato (n. 1893)
- 25 febbraio - Simón Lecue, calciatore spagnolo (n. 1912)
- 25 febbraio - Nicola Rubino, scultore e pittore italiano (n. 1905)
- 25 febbraio - Johann von Gardner, vescovo ortodosso, musicologo e critico musicale russo (n. 1898)
- 26 febbraio - Simone Berriau, attrice, cantante e produttrice cinematografica francese (n. 1896)
- 27 febbraio - Yasutarō Sakagami, politico e pallanuotista giapponese (n. 1912)
- 28 febbraio - Spartaco Cesaretti, tiratore a segno sammarinese (n. 1921)
- 29 febbraio - Meyer Dolinsky, sceneggiatore statunitense (n. 1923)
- 29 febbraio - Henri Guerre, calciatore francese (n. 1885)
- 29 febbraio - Dino Perego, pedagogista italiano (n. 1921)